# Carlos Emilio Morales
Carlos Emilio Morales (La Habana, 6 de noviembre de 1939 - ibídem, 12 de noviembre de 2014) fue un guitarrista cubano. Fue uno de los primeros guitarristas en adaptar con propiedad los ritmos cubanos al lenguaje de la guitarra de jazz.

## Biografía
Realizó estudios de guitarra con profesores del instrumento como Clara Nicola, Federico Smith y Jesús Ortega. 
La llegada de la revolución en 1959, coincidió con el inicio de su vida profesional como instrumentista. Por esa época, trabajó en conciertos y como músico de orquesta de planta para la televisión.
También por esos años, fue miembro de la orquesta del Teatro Musical de La Habana y guitarrista del grupo de Chucho Valdés. 
En el año 1967 fue fundador de la «Orquesta Cubana de Música Moderna» junto a Chucho Valdés, Cachaito, Paquito de Rivera, Enrique Plá y Carlos del Puerto. Esta fue la primera agrupación musical en la isla en interpretar rock o la música de Los Beatles y Ray Charles.
Años más tarde, al decaer el impulso creativo inicial de la orquesta y pasar a ser prácticamente un grupo acompañante de cantantes populares, estos mismos músicos fundaron la banda Irakere, todo un ícono del jazz afrocubano en el mundo. Con esta agrupación, Morales realizaría numerosas giras al extranjero.
Morales realizó también una labor docente en el campo de la música siendo profesor en la Escuela de Superación Profesional Ignacio Cervantes.

## Colaboraciones
Durante su carrera musical, Carlos colaboró con un gran número de artistas, entre los que se encuentran:
- Bebo Valdés
- Silvio Rodríguez
- Pablo Milanés
- Emiliano Salvador
- Guillermo Barreto
- Merceditas Valdés
- Elena Burke
- Frank Emilio
- Arístides Soto "Tata Güines"
- Miguel Díaz "Angá"
- José Luis Quintana "Changuito"
- Dizzy Gillespie
- Michel Legrand
- Herbie Hancock
- Chick Corea
- Claudio Roditi
- Branford Marsalis
- Al Dimeola
- Maynard Ferguson
- Stan Getz
- Rubén Blades
- Willie Colón
- Oscar D'León
- Ray Barretto
- Tito Puente
- Dave Valentín
- Charlie Haden
- Dave Brubeck
- Ronnie Scott
- Josephine Baker

## Premios y nominaciones
| Año  | Premio                                                         | Resultado |
| ---- | -------------------------------------------------------------- | --------- |
| 1998 | Premio Grammy                                                  | Nominado  |
| 1995 | Congo de oro de Colombia                                       | Ganador   |
| 1980 | Premio Grammy a la mejor grabación latina con el grupo Irakere | Nominado  |
| 1979 | Disco de plata de la EGREM                                     | Ganador   |
| 1979 | Premio Grammy a la mejor grabación latina con el grupo Irakere | Ganador   |